# Mont Jyutsau
Le mont Jyutsau (chinois : 越秀山 ou 粵秀山 ; prononcé en cantonais : /jyt̚˨ sɐu˧ san˥/ ; romanisation : Jyut⁶sau³ Saan¹ ; pinyin : Yuèxiù Shān) est un mont situé à Canton, en Chine.

## Toponymie
Le nom de mont Jyutsau signifie littéralement « mont Beauté-de-la-Vietterre » ou « mont Beauté-de-la-Cantonie ». Il est aussi connu sous le nom de mont Roi-de-la-Vietterre (chinois : 越王山), en hommage à Ziu To, dont le titre fut « roi de la Vietterre méridionale » (chinois : 南越王), et sous le nom de mont Avalokiteśvara (chinois : 觀音山) car un temple d'Avalokiteśvara est situé sur le mont.

## Géographie
Le mont Jyutsau est situé en Guangdong, près de la frontière entre la cité de Canton et la cité voisine de Colline-des-Bouddhas. Il est composé de sept pics :
- pic Puits-de-Vietterre (越井冈) ;
- pic Osmanthus (桂花冈) ;
- pic Coquille-en-Bois (木壳冈) ;
- pic Longue-Taille (长腰冈) ;
- pic Ascension (上山冈) ;
- pic Dragon-des-Lacs (蟠龙冈) ;
- pic Carpe (鲤鱼冈).

Parmi eux, le pic Dragon-des-Lacs est le pic le plus haut, s'élevant à 72 mètres d'altitude.

## Histoire
En 1921, selon le directive de Sun Yat-Sen, le gouvernement de Canton établit le parc du Mont Avalokiteśvara. Dans les années 1950, trois lacs de barrage sont créés et le parc du Mont Avalokiteśvara est renommé parc Yuexiu.

## Attractions touristiques

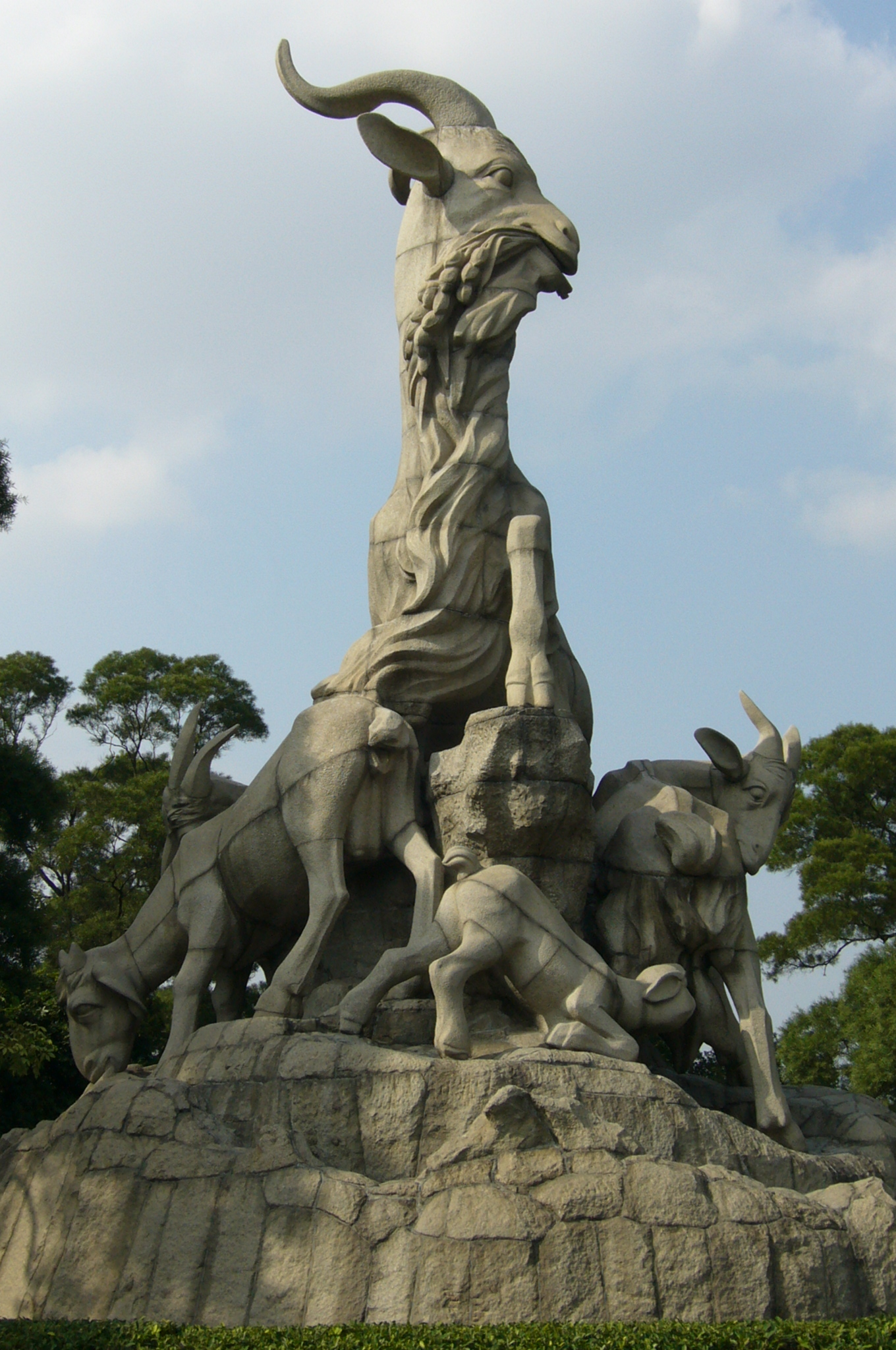
Statue des Cinq Chèvres.

### Attractions historiques
- Courtine du Mont Avalokiteśvara[2]
- Monument de Sun Yat-Sen à Canton[2]
- Monument sur le site du combat entre Sun Yat-Sen et les dissidentes[2]
- Pavillon de la Reconquête[2]
- Pavillon des Marins en grève[2]
- Païfang Colline-des-Bouddhas[2]
- Tombe du Roi Shàowǔ et de ses ministres en exil[2]
- Tombes de Tíngfāng Wǔ et de Cháoshū Wǔ[2]
- Tour Zhenhai[2]
- Tourelle cassée[2]

### Attractions modernes (après 1949)
- Château d'eau Mont Avalokiteśvara[2]
- Galerie des Beaux-Arts de Canton[2]
- Stade du Mont-Jyutsau[2]
- Sculpture des cinq Chèvres[2]